# Центральный район (Барнаул)
Центра́льный райо́н — район в городе Барнауле. 
Территория района c подчинёнными сельскими населёнными пунктами и пгт на прилегающих пригородных землях составляет 145 км². 
Население — 85 037 чел. (2021).

## История
Центральный — один из старейших районов города. Район был образован 7 февраля 1938 года постановлением Президиума Барнаульского горсовета вместе с Железнодорожным и Октябрьским. Именно в Центральном районе находится исторический центр города, здесь находится основная масса памятников истории, культуры и архитектуры.

## География
Центральный район граничит с Железнодорожным, Октябрьским, Индустриальными районами в городе, с Калманским, Первомайским районами Алтайского края.

## Население
| 1939    | 1959    | 1970     | 1979     | 1989    | 2010    | 2012    |
| ------- | ------- | -------- | -------- | ------- | ------- | ------- |
| 46 424  | ↗67 915 | ↗109 772 | ↘100 663 | ↘86 842 | ↗91 445 | ↗93 132 |
| 2013    | 2014    | 2015     | 2016     | 2017    | 2018    | 2019    |
| ↗93 976 | ↗94 542 | ↘94 149  | ↘93 412  | ↘90 812 | ↘90 798 | ↘90 344 |
| 2020    | 2021    |          |          |         |         |         |
| ↘89 144 | ↘85 037 |          |          |         |         |         |

## Населённые пункты
Центральному району через его территориальное управление подчинены 15 населённых пунктов, в том числе 1 посёлок городского типа (Южный) и 14 сельских населённых пунктов, а также микрорайон Затон на правом берегу Оби. Они в свою очередь относятся соответственно к Южной поселковой администрации, Центральной и Лебяжинской сельским администрациям. 
| №  | Населённый пункт               | Тип населённого пункта | Население | поселковая (сельская) администрация |
| -- | ------------------------------ | ---------------------- | --------- | ----------------------------------- |
| 1  | Бельмесёво                     | посёлок                | ↗4341     | Центральная с.а.                    |
| 2  | Борзовая Заимка                | посёлок                | ↘2229     | Южная п.а.                          |
| 3  | Железнодорожная Казарма 242 км | ж.д. станция           | ↘110      | Лебяжинская с.а.                    |
| 4  | Железнодорожная Казарма 250 км | ж.д. станция           | ↘33       | Центральная с.а.                    |
| 5  | Железнодорожная Казарма 253 км | ж.д. станция           | →5        | Центральная с.а.                    |
| 6  | Конюхи                         | посёлок                | →18       | Центральная с.а.                    |
| 7  | Лебяжье                        | село                   | ↘4568     | Лебяжинская с.а.                    |
| 8  | Мохнатушка                     | посёлок                | ↘262      | Центральная с.а.                    |
| 9  | Плодопитомник                  | посёлок                | →683      | Южная п.а.                          |
| 10 | Ползуново                      | ж.д. станция           | ↗332      | Южная п.а.                          |
| 11 | Садоводов                      | посёлок                | ↗1774     | Южная п.а.                          |
| 12 | Центральный                    | посёлок                | ↗4478     | Центральная с.а.                    |
| 13 | Черницк                        | посёлок                | ↗822      | Центральная с.а.                    |
| 14 | Южный                          | пгт                    | ↘18 098   | Южная п.а.                          |
| 15 | Ягодное                        | посёлок                | ↗1188     | Центральная с.а.                    |

## Улицы
Основные улицы района: Красноармейский проспект, Змеиногорский тракт, улица Аванесова, улица Пушкина, улица Ползунова, улица Льва Толстого, улица Короленко, проспект Ленина, Комсомольский проспект, Социалистический проспект.

## Экономика
В районе расположены такие предприятия как Алтайский приборостроительный завод Ротор, Алтайский завод агрегатов. Есть четыре сельскохозяйственных предприятия, занимающихся овощеводством, садоводством, племенным производством и селекцией.
Всего здесь зарегистрировано более пяти тысяч предприятий различных форм собственности. Кроме того, район исторически является торговым центром: на его территории расположены 367 торговых предприятий, девять рынков, 24 предприятия общественного питания.
На территории района находится Центральный парк.

## Галерея

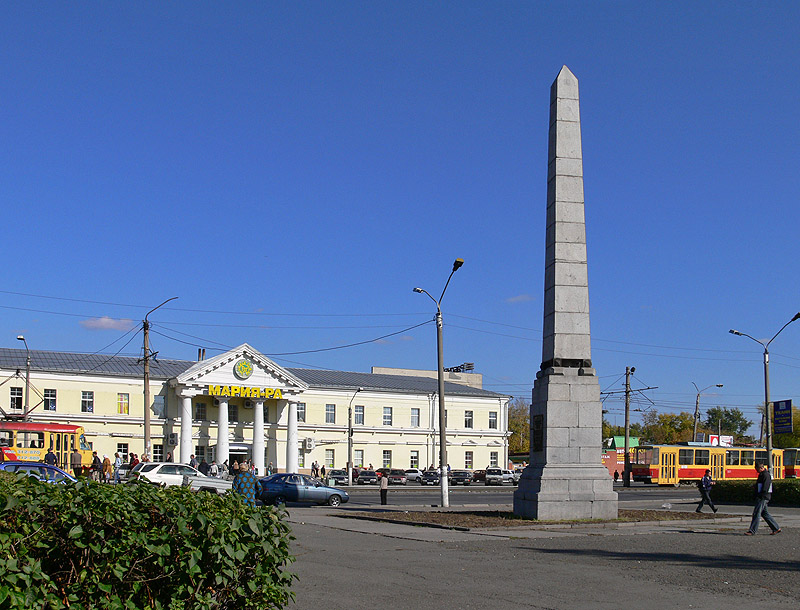
Демидовская площадь. Демидовский столп и бывшее здание богадельни (ныне супермаркет «Мария-Ра».
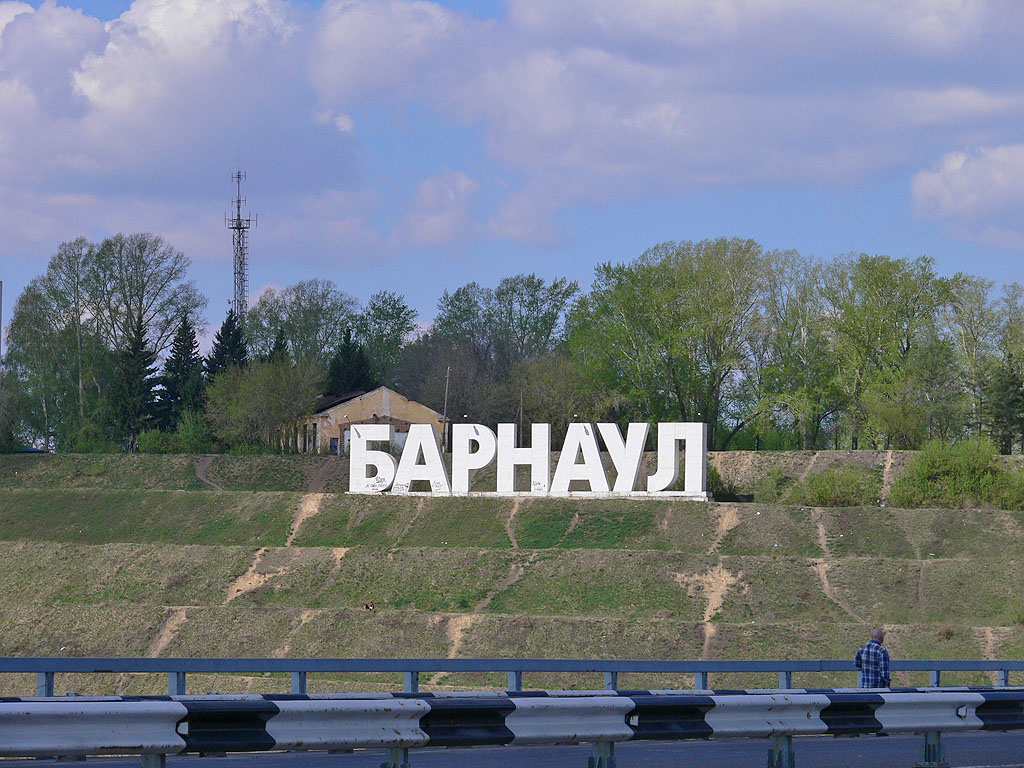
Буквы «Барнаул» в Нагорном парке, вид с нового моста через Обь.
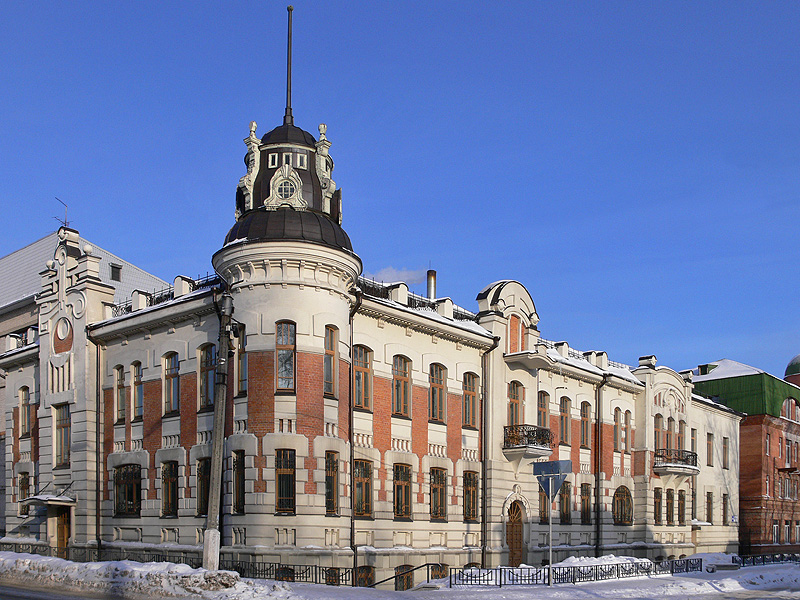
Дом купцов Яковлева С.Я. и Полякова И.И., ул. Короленко, 50
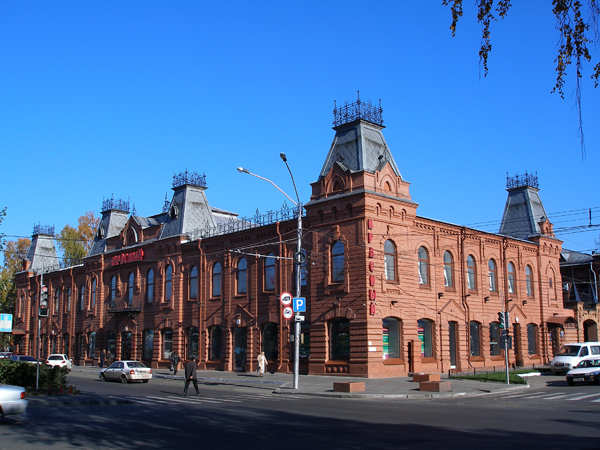
Магазин «Красный»
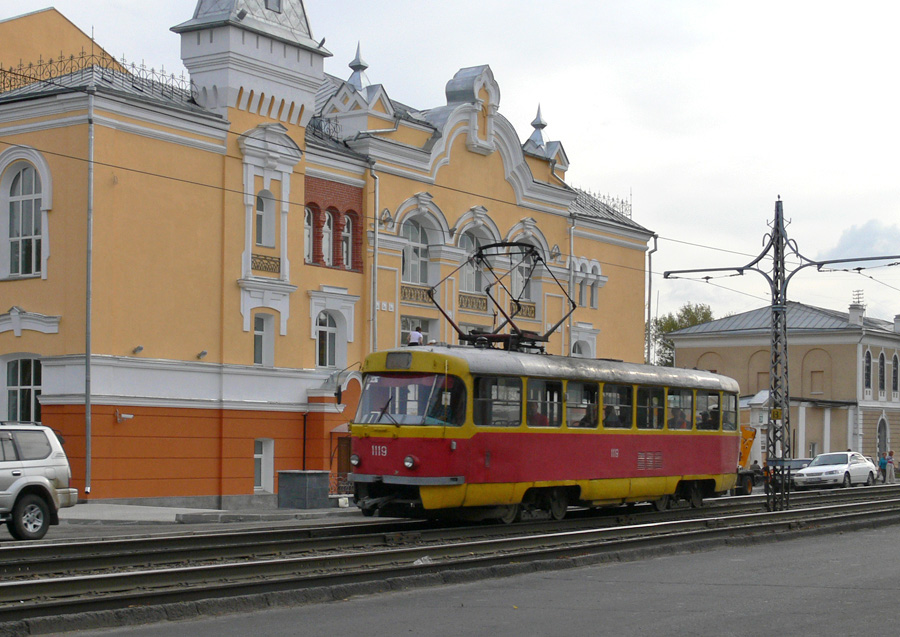
Трамвай на улице Ползунова.
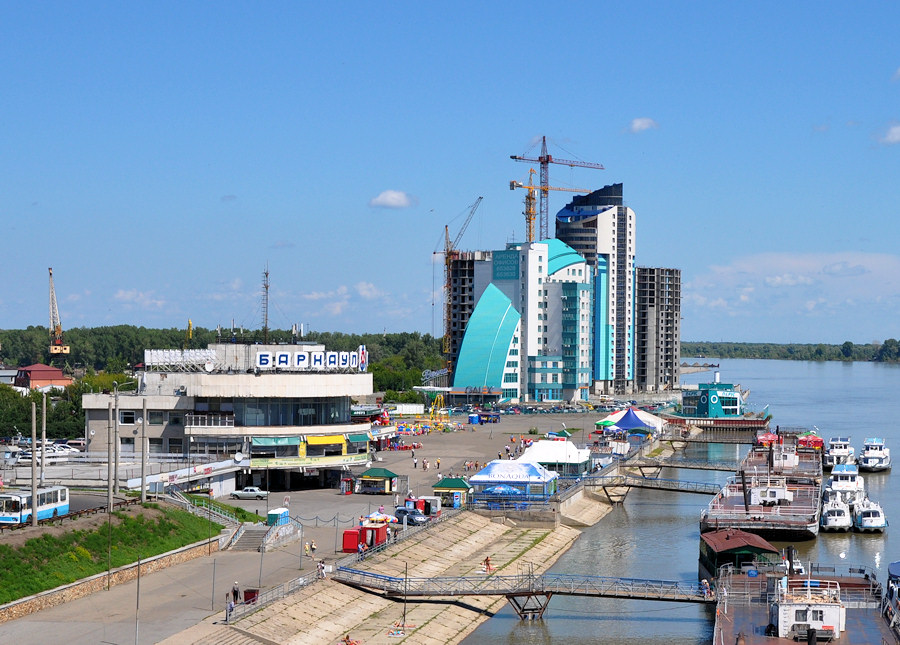
Барнаульский речной порт
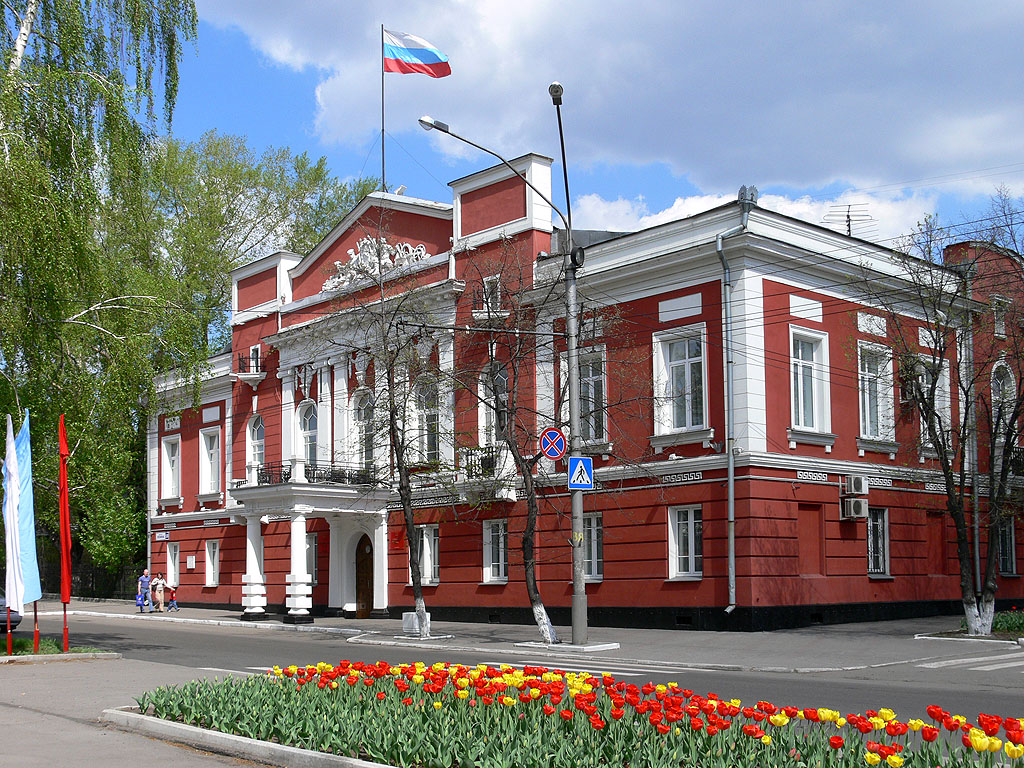
Бывший дом начальника Алтайских заводов, ныне здесь размещаются Городская дума и Администрация города
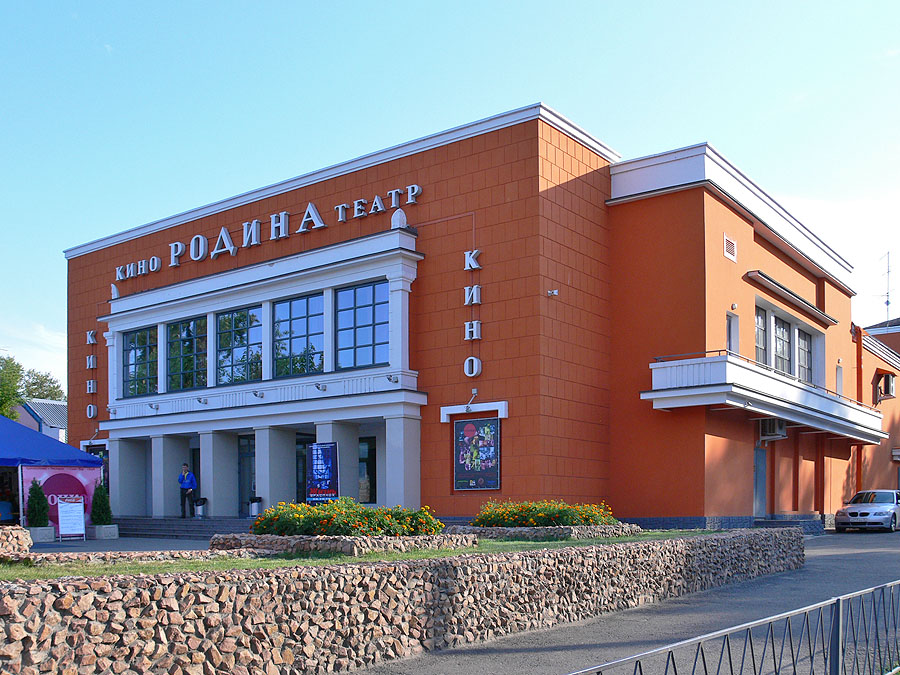
Кинотеатр «Родина»
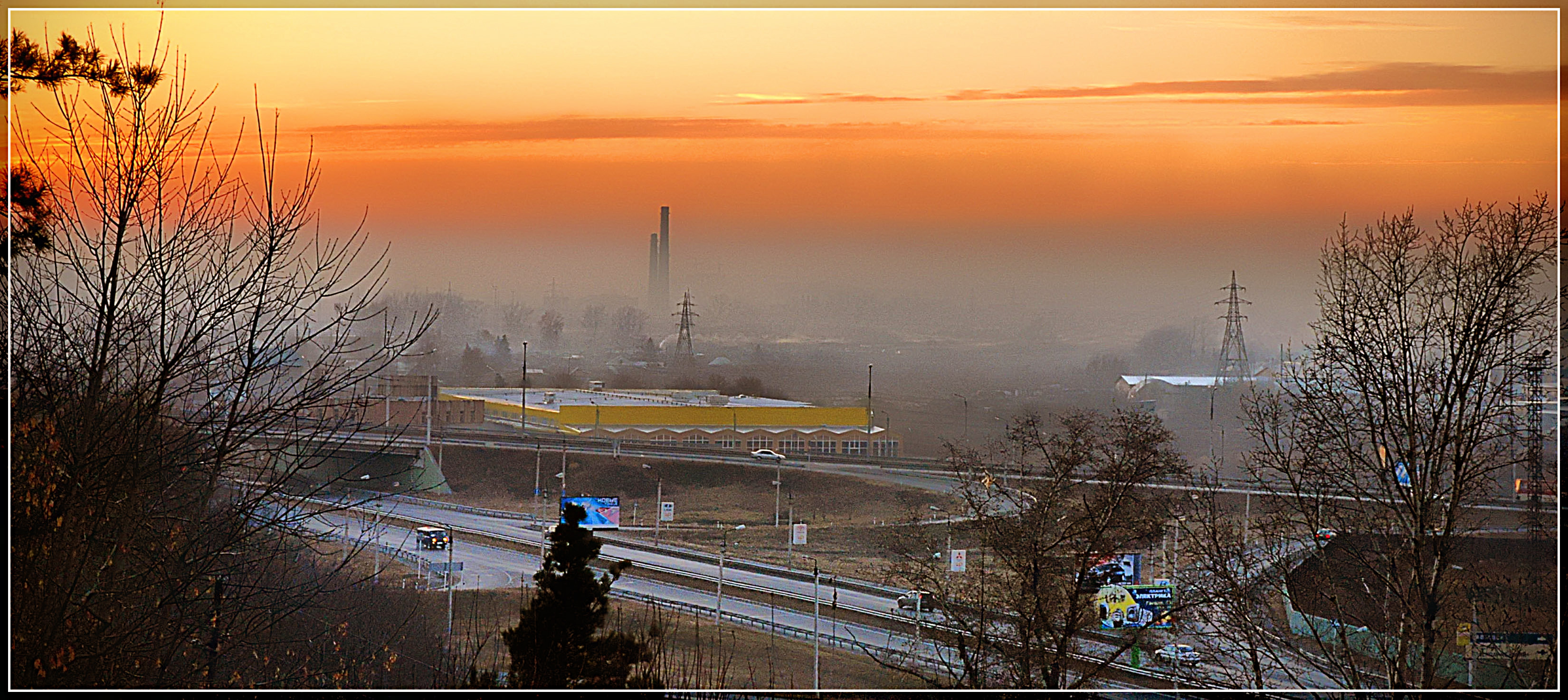
Автомобильная развязка в Центральном районе, выезд со Змеиногорского тракта на Новый мост через Обь